# Dimangaandecacarbonyl
Dimangaandecacarbonyl is een carbonylcomplex van mangaan met de chemische formule Mn2(CO)10. Het is een symmetrische verbinding die bestaat uit twee Mn(CO)5-groepen die een piramide met vierkante basis vormen en die verbonden zijn met een mangaan-mangaanbinding. Mangaan is in deze verbinding aanwezig in oxidatietoestand nul.

## Synthese
Dimangaandecacarbonyl kan bereid worden door de reactie van mangaancyclopentadienyltricarbonyl met natrium in een overmaat pyridine, gevolgd door reactie met koolstofmonoxide onder druk, aanzuring met zwavelzuur en oxidatie met luchtzuurstof.
Men kan het ook bereiden door de reductie van mangaan(II)jodide met magnesium of een Grignard-reagens in de aanwezigheid van koolstofmonoxide onder verhoogde druk.

## Eigenschappen
Het is een goudgele kristallijne stof, met monokliene kristallen. Ze is onoplosbaar in water maar oplosbaar in de meeste organische oplosmiddelen. Bij verwarming begint de stof vanaf circa 110°C langzaam te ontleden, waarbij het giftige koolstofmonoxide vrijkomt. Ze is stabiel te bewaren onder een koolstofmonoxide-atmosfeer. Het smeltpunt ligt rond 154-155°C.

## Toepassingen
De stof is gebruikt als antiklopmiddel in benzine, als katalysator en als initiator voor de polymerisatie van acrylische monomeren zoals methylmethacrylaat.
Dimangaandecacarbonyl is een belangrijke verbinding in de organomangaanchemie: er worden vele andere organomangaanverbindingen uit afgeleid.